# خوان ماچوکا
خوان ماچوکا (اسپانیایی: Juan Machuca‎؛ زادهٔ ۷ مارس ۱۹۵۱) بازیکن فوتبال اهل شیلی بود.
وی همچنین در تیم ملی فوتبال شیلی بازی کرده‌است.